# 조선통신
조선통신(朝鮮通信)은 일본 도쿄에서 운영되는 조선민주주의인민공화국계 신문으로, 1948년 창간했으며 조선통신사에서 운영한다. 재일본조선인총련합회 자료 및 외국 뉴스 자료와 조선중앙통신에서 제공한 뉴스 자료, 조선민주주의인민공화국 관련 뉴스 등을 취급, 보도한다.
1948년 10월 1일 건설통신으로 창간하였다. 1950년 9월 30일부터 발간이 중단됐다가 1952년 12월 20일 복간되었으며 1953년 3월 1일 조선통신으로 이름을 바꾸었다. 창간 초기에는 조선중앙통신 기사를 받아 일본어로 번역하여 배포하는 기사가 주를 이루었으나 1961년 5월 1일 도쿄도에서 문화어판을 창간하여 조선중앙통신에서 제공하는 기사 보도와 외국 언론의 조선민주주의인민공화국 관련 보도를 문화어로 번역한 것을 송고하였다. 1964년 5월에는 영문판 '코리안 데일리뉴스'를 발행하였다.

## 같이 보기
- 조선중앙통신
- 민주조선
- 재일본조선인총련합회
- 중외려행사